# Miguel Pérez de Almazán

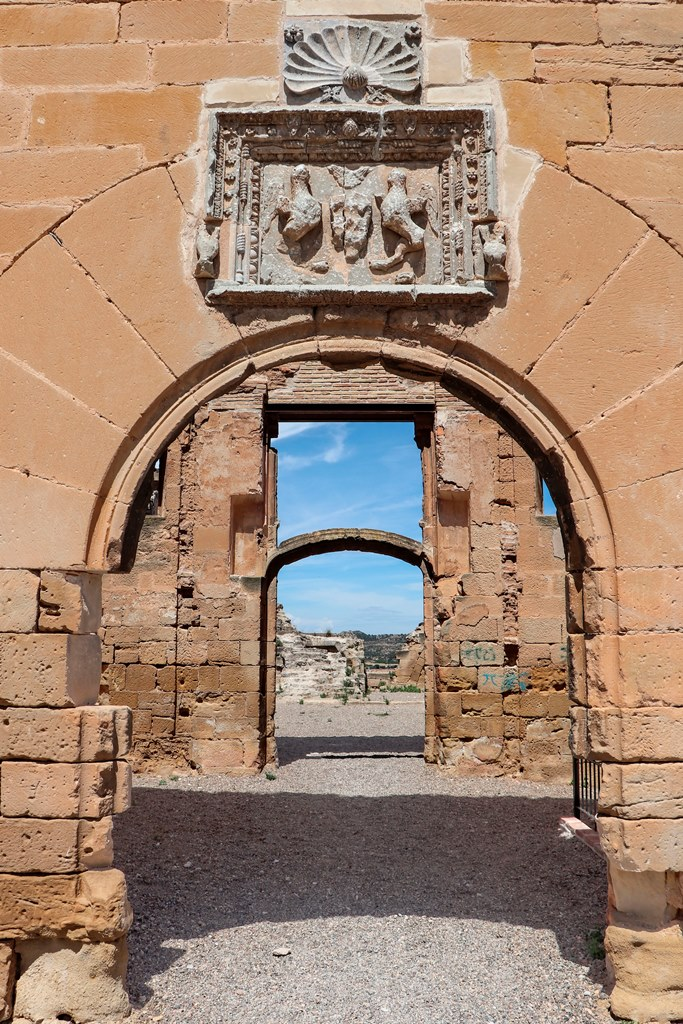
Escudo de los Pérez Almazán en el castillo de Maella

Miguel Pérez de Almazán (Calatayud, Aragón, ? - Madrid, abril de 1514), noble aragonés, de ascendencia judío converso, privado de los Reyes Católicos, ejerció como secretario en sucesión de Juan de Coloma. I Señor de Maella y caballero de la Orden de Santiago, también fue Comendador de Beas y de Valdericote.

## Biografía
Llegó a la Corte de la mano de su protector Juan de Coloma, con quien colaboró y fue su ayudante en los asuntos de estado. El 31 de marzo de 1492, firma como canciller de los Reyes Católicos la real provisión ordenando la expulsión de los judíos. También aparece junto a la de Coloma en las Capitulaciones de Santa Fe acordadas con Cristóbal Colón el 17 de abril de 1492. Fue una persona hábil, prudente, de suma inteligencia y seguro de sí mismo. Pronto pasó a ser persona de confianza del rey Fernando el Católico, que le encargó a su secretario temas de tanta importancia estratégica como los esponsales de sus hijas Juana y Catalina. También actuó de forma diplomática con los asuntos internacionales, como Italia, Francia o incluso Flandes, y en la concordia de Villafáfila entre Fernando y su yerno Felipe I.
Hizo capitulaciones matrimoniales en Segovia, el 8 de octubre de 1505, para contraer matrimonio con doña Gracia de Albión y Coscón, hermana de Juan Albión, regidor de Perpiñán y sobrina de Violante de Albión, dama al servicio de Isabel la Católica. Fruto del matrimonio tuvieron dos hijos: Miguel y Juan. El mayor murió a edad temprana y quedó de sucesor Juan.
El 10 de julio de 1507 le compró la villa de Maella a Juan de Foix, suegro de Fernando el Católico de sus segundas nupcias con Germana de Foix. El rey católico lo intituló I Señor de la villa de Maella, y en el Monasterio de Santa Susana en Maella, al que quiso poblar dando nombre al lugar de Villanueva de Almazán y fracasó en el intento. También el castillo de Maella, que había sido de la Orden de Calatrava, pasó a sus manos e intentó restaurarlo, labor que continuó su hijo. En el siglo XIX el castillo quedó en ruinas a causa de la batalla de Maella de las guerras carlistas. 

| Predecesor: Juan de Coloma | Secretario de Estado 1498 - 1514 | Sucesor: Pedro de Quintana |